# Roberto Bandini
Roberto Bandini (Colle di Val d'Elsa, 28 gennaio 1917 – Seconda battaglia di El Alamein, 25 ottobre 1942) è stato un militare italiano, decorato di Medaglia d'oro al valor militare alla memoria nel corso della seconda guerra mondiale.

## Biografia
Nacque a Colle di Val d'Elsa il 28 gennaio 1917, figlio di Affortunato e Marianna Cecchi. Frequentò  la facoltà di chimica dell'università di Firenze interrompendo gli studi allo scoppio della guerra d'Etiopia arruolandosi volontario nella Milizia Volontaria Sicurezza Nazionale. Partì per l'Africa Orientale Italiana in forza al VII Battaglione mitraglieri CC.NN. della 6ª Divisione CC.NN. "Tevere" prendendo parte ai combattimenti. Rientrò in Patria a metà del giugno 1936, venendo nominato sottotenente di complemento del corpo dei granatieri, prestando servizio di prima nomina nel 1º Reggimento "Granatieri di Sardegna" e venendo collocato in congedo nel febbraio 1937. Fu richiamato in servizio nel settembre dello stesso anno, ritornò in AOI con il XCVII Battaglione CC.NN. prendendo parte alle operazioni di contrasto alla guerriglia fino al novembre 1939.
Rientrato in Italia riprese gli studi interrotti, e fu promosso tenente nell'ottobre 1940. Alla fine dell'anno fu richiamato in servizio attivo assegnato al 3º Reggimento "Granatieri di Sardegna" combattendo sul fronte greco. Rimase in Grecia anche dopo la fine delle ostilità, rimpatriando nel mese di ottobre assegnato in servizio al 186º Reggimento fanteria paracadutisti, della Divisione "Folgore". Il 15 luglio 1942 partì per l'Africa Settentrionale Italiana, perdendo la vita il 25 ottobre nel corso della seconda battaglia di El Alamein.
La sua città natale gli ha dedicato una piazza dove, tutti gli anni, si svolge la commemorazione ufficiale: l'iniziativa è organizzata dal Comune di Colle di Val d'Elsa e dalla sezione provinciale dell'Associazione Nazionale Paracadutisti d'Italia.

### Fonti
1. 1 2 3  Gruppo Medaglie d'Oro al Valor Militare 1965, p. 101.
2. 1 2 3 4 5 6 7  Combattenti Liberazione.
3. ↑   BANDINI Roberto, Medaglia d'oro al valor militare, su quirinale.it. URL consultato il 9 gennaio 2018.
4. ↑  Registrato alla Corte dei conti il 22 dicembre 1947, Esercito registro 26, foglio 299.